# Сулкув (Конецький повіт)
Сулкув (пол. Sułków) — село в Польщі, у гміні Фалкув Конецького повіту Свентокшиського воєводства.
Населення — 33 особи (2011).
У 1975-1998 роках село належало до Пйотрковського воєводства.

## Демографія
Демографічна структура на день 31 березня 2011 року:
|          | Загалом | Допрацездатний вік | Працездатний вік | Постпрацездатний вік |
| -------- | ------- | ------------------ | ---------------- | -------------------- |
| Чоловіки | 19      | 3                  | 14               | 2                    |
| Жінки    | 14      | 0                  | 7                | 7                    |
| Разом    | 33      | 3                  | 21               | 9                    |